# Anchistrotos zeugopteri
Anchistrotos zeugopteri is een eenoogkreeftjessoort uit de familie van de Taeniacanthidae. De wetenschappelijke naam van de soort is voor het eerst geldig gepubliceerd in 1902 door Thomas Scott.